# Johan Peringskiöld
Johan Peringskiöld, fram till adlandet 1693 Peringer, född 6 oktober 1654 i Strängnäs, död 24 mars 1720 i Stockholm, var en svensk fornforskare. Han var riksantikvarie, runolog och arkeolog. Han var yngre bror till orientalisten Gustaf Peringer, adlad Lillieblad.

## Biografi
Johan Peringer blev student vid Uppsala universitet 1677, antogs 1680 till "ämnessven" vid Antikvitetskollegium och blev 1682 kanslist. Han erhöll sedan i uppdrag att i sällskap med Johan Hadorph göra resor i landsorten för att uppleta och avteckna gamla minnesmärken och runstenar. Då samlades det första materialet till det stora runstensverk, som längre fram utgavs av Johan Göransson under namn av Bautil.
Sedan han 1689 blivit assessor i Antikvitetskollegiet, ägnade Peringer sig huvudsakligen åt samlandet av ett svenskt diplomatarium samt genealogier. 18 folianter förstördes visserligen vid slottsbranden 1697, men arbetena gjordes om, och han lämnade efter sig betydande, hos Vitterhetsakademien förvarade avskriftssamlingar ("Bullarium", m.m.; se art. Svenskt Diplomatarium). 1693 blev Peringer, efter fornforskaren Johan Hadorph (1630–1693), sekreterare vid Antikvitetsarkivet och riksantikvarie samt adlades samma år med namnet Peringskiöld. Han var 1698–1711 även isländsk translator. Peringskiöld erhöll 1719 kansliråds värdighet.
År 1697 utgav Peringskiöld Snorre Sturlassons "Heimskringla" med latinsk och svensk översättning, 1699 Johannes Cochlæus' Vita Theodorici, regis ostrogothorum med anmärkningar och 1700–1705 Messenius' Scondia illustrata. Av hans egna arbeten må här nämnas Then första boken af Swea och Götha minnings-merken vthi Uplandz första del Thiundaland (Monumentorum sveo-gothicorum liber primus etc., 1710; på sv. och lat.), Monumenta ullerakerensia...; eller Ulleråkers Häradz minnings-merken, med Nya Upsala (1719; på sv.) och En book af menniskiones slächt och Jesu Christi börd (1713). Bland hans övriga arbeten märkas en tolkning av Wilkina (1715), en upplaga av Anna Fickesdotter Bülows Chronicum genealogicum (1718) samt Ättartal för Swea och Götha konunga hus (1725), tryckt först efter hans död, fastän utarbetat redan 1692.
Dessutom utgav han åtskilligt annat, och i handskrift efterlämnade han bland annat sin ännu alltjämt brukbara samling "Minningsmärken, gamla och nyare eller Monumenta sueogothica" (i KB), de till riddarhusarkivet inlösta genealogiska samlingarna samt åtskilliga i Riksarkivet förvarade volymer av biografiskt innehåll.
Som forskare är Peringskiöld befryndad med Olof Rudbeck, och särskilt som genealog har han för de äldre tiderna tillåtit sig ganska djärva kombinationer, ja rena dikter. Det senare visar sig till fullo för den, som studerar vår adels ättartavlor i deras i början av 1900-talet föreliggande skick. Stort samlingsnit och betydande arbetsförmåga ägde han däremot, och många av hans verk användes fortfarande i början av 1900-talet som källor.
Far till filologen och antikvarien Johan Fredrik Peringskiöld (1689–1725).
Peringskiöldsvägen i Norra Ängby, Bromma, är uppkallad efter Johan Peringskiöld. Namnet tillkom 1931 och tillhör kategorin "nordisk forntid och fornforskning". Inom stadsdelen finns många fornlämningar, bl.a. gravfält från järnåldern och runstenen Ängbystenen.

## Bibliografi (urval)

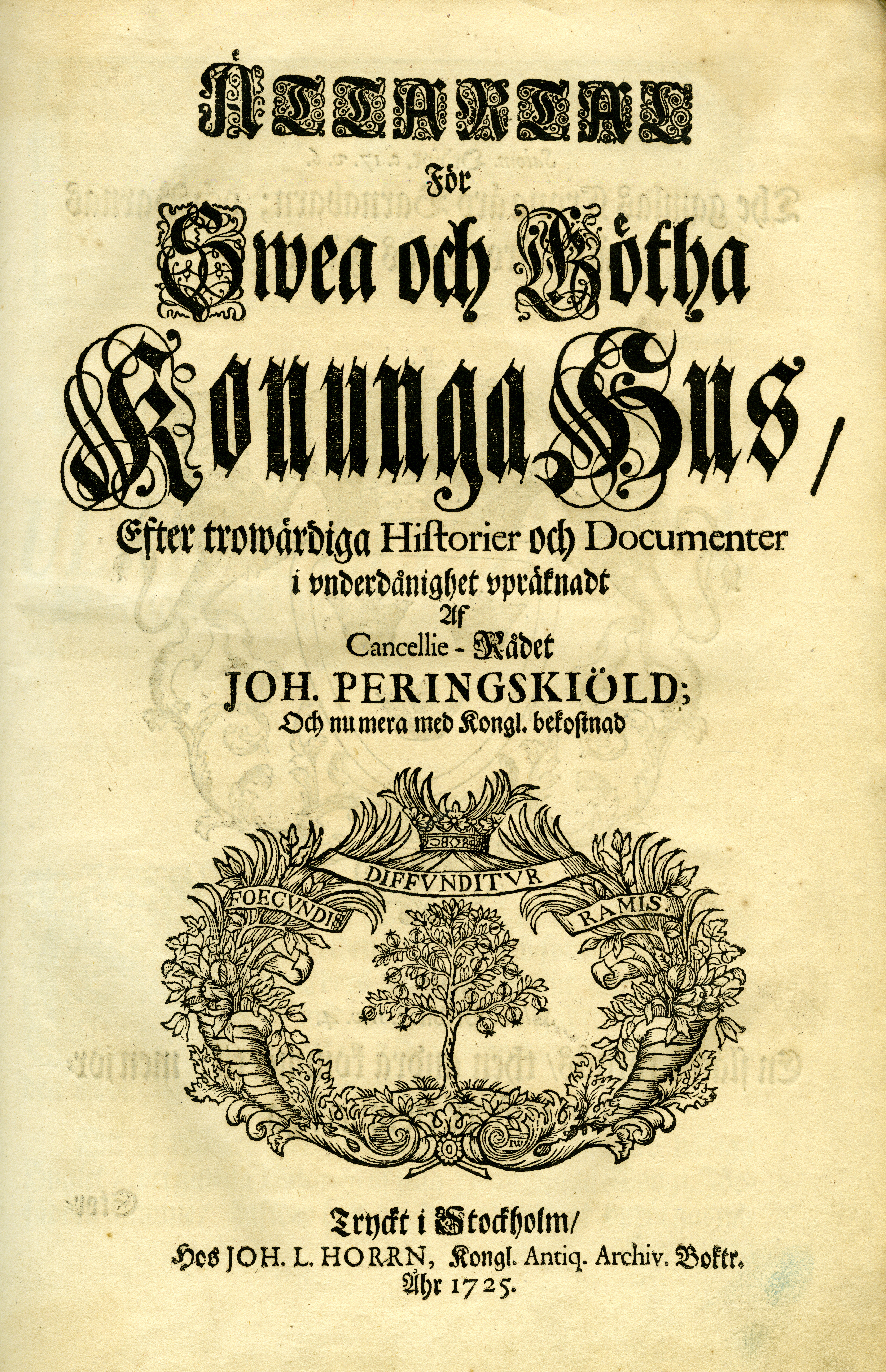
Titelbladet av Peringskiölds Ättartal för Svea och Götha konunga-hus (1725).